# Alessandra Todde
Alessandra Todde   (Nùgoro, 6 de febrer de 1969) és una política sarda del Moviment 5 Estrelles, l'actual presidenta de Sardenya i la primera dona a accedir al càrrec. A més, és diputada a la Cambra dels Diputats des del 2022.
Abans de dedicar-se a la política, va estudiar Ciències de la Informació a la Universitat de Pisa i va passar l'examen oficial d'enginyers d'Itàlia. Al llarg de la vida, ha viscut i s'ha desenvolupat professionalment als Estats Units, Espanya, Anglaterra, França i els Països Baixos. Va fundar l'empresa Energeya, adquirida per FIS Global el 2015, i també va ser la gerent d'Olidata.
El 2014, va ser premiada com l'Ambaixadora de l'Any de la delegació sarda per l'Associazione Imprenditrici e Donne Dirigenti di Azienda. El 2018, va ser inclosa en la llista Inspiring Fifty d'Itàlia, que reconeix les 50 dones més influents en l'àmbit tecnològic del país.
El 2024, per la victòria del seu partit en les eleccions regionals de 2024, es va convertir en la presidenta de Sardenya.